# Dear …
Dear … (englisch für ‚Lieber …‘) ist das zweite japanische Studioalbum der südkoreanischen Band The Grace. Das Album wurde am 7. Januar 2009 in Japan veröffentlicht und debütierte erstmals auf Platz 14 der Oricon Daily Charts und in den Oricon Weekly Charts auf Platz 37 mit 4.734 Verkäufen in den Oricon-Charts in Japan.

## Details zum Album
Da das Album neun Titel enthält, streitet man sich immer wieder, ob das Album doch keine EP ist. Avex Trax bestreitet dies und sagt es sei ein Studioalbum.
Es existiert eine Limited Version zum Album, diese Limited Version enthält eine DVD mit allen japanischen Musikvideos. Allerdings ist diese Version nur auf 10.000 Auflagen limitiert. Die Standard Version enthält nur die ersten vier Musikvideos.
Katalognummern – CD: RZCD-46112 und CD+DVD: RZCD-46111/B

## Titelliste

### CD
| #  | Titel                   | Übersetzung                     | Länge |
| -- | ----------------------- | ------------------------------- | ----- |
| 1. | Here feat. Cliff Edge   | Hier                            | 4:24  |
| 2. | "少しでいいから"        | Gutes vom Kleinen               | 5:16  |
| 3. | Stand Up People         | Steht auf Leute                 | 5:16  |
| 4. | I Don’t Know What to Do | Ich weiß nicht was ich tun soll | 4:13  |
| 5. | Party                   | Feier                           | 4:30  |
| 6. | "天上のメロディー"      | Himmlische Melodie              | 4:29  |
| 7. | Near: Thoughtful・1220  | In der Nähe: Nachdenklich 1220  | 5:11  |
| 8. | "どうして・・"          | Warum…                          | 3:32  |
| 9. | Epilogue                | Nachwort                        | 1:45  |

### DVD
| #   | Titel                  | Anmerkung                                   |
| --- | ---------------------- | ------------------------------------------- |
| 1.  | Stand Up People        | Musikvideo                                  |
| 2.  | Here                   | Musikvideo                                  |
| 3.  | Near: Thoughtful・1220 | Musikvideo                                  |
| 4.  | "少しでいいから"       | Musikvideo                                  |
| 5.  | Boomerang              | Musikvideo nur auf der limitierten Version. |
| 6.  | Sweet Flower           | Musikvideo nur auf der limitierten Version. |
| 7.  | The Club               | Musikvideo nur auf der limitierten Version. |
| 8.  | Juicy Love             | Musikvideo nur auf der limitierten Version. |
| 9.  | Piranha                | Musikvideo nur auf der limitierten Version. |
| 10. | One More Time, OK?     | Musikvideo nur auf der limitierten Version. |

## Here
Here ist die siebte japanische Single. Der Titelsong „Here“ ist ein Duett mit der japanischen Band Cliff Edge. Der B-Side heißt „Near: Thoughtful・1220“, zu dem ein Musikvideo existiert. Die Single wurde in einer CD-only- und in einer CD+DVD-Version veröffentlicht. Die Single debütierte in den Oricon Daily Charts auf Platz 12, am Ende der Woche landete die Single in den Oricon Weekly Charts auf Platz 18. Außerdem wurde die Single 16.000 Mal verkauft und ist die bis dato erfolgreichste Single von The Grace. Um für die Single zu werben, trat man am 25. Oktober 2008 auf den japanischen Musikshows TV Tokyo Melodix, NTV Music Fighter (26. Oktober 2008), Hey! Hey! Hey! (27. Oktober 2008) und TBS: R-Zero (28. Oktober 2008) auf. Der Song war das Titellied zur japanischen Erfolgsserie Homeless Middle School Student.